# Charles-Eugène Valperga di Maglione
Charles-Eugène Valperga di Maglione (* 11. August 1740 in Valperga; † 20. November 1803 in Turin) war ein sardischer römisch-katholischer Geistlicher und Bischof von Nizza.

## Leben und Werk

### Bischof von Nizza
Valperga wurde als Doktor der Theologie im Dezember 1763 zum Priester geweiht und war dann Direktor des Real Collegio delle Province, einer universitären Einrichtung in Turin. Im Januar 1780 wurde er zum Hofalmosenier ernannt und kurz darauf zum Bischof von Nizza gewählt. Die Bischofsweihe erfolgte durch Hyacinthe Sigismond Gerdil in Rom. Im Oktober 1780 zog er als Bischof in Nizza ein, nachdem der Bischofssitz durch den Rücktritt seines Vorgängers Jacques-Thomas Astesan zwei Jahre lang verwaist war.

### Revolution und Ausweisung
Im Zuge der Französischen Revolution wurde Nizza, das damals 12 000 Einwohner hatte, zum Anlaufpunkt zahlreicher französischer Kleriker, die nach Italien ins Exil gingen. Valperga nahm ein Dutzend dankbare französische Bischöfe auf, vierhundert Priester und mehr als 1000 weitere Emigranten. Als sich die sardischen Truppen im September 1792 vor den Franzosen zurückzogen, wurde Nizza vom Mob terrorisiert und brauchte dringend geordnete Verhältnisse. Bischof Valperga ging deshalb mit den weltlichen Oberen der Stadt dem heranrückenden General Jacques Bernard d’Anselme entgegen und übergab die Schlüssel der Stadt. Der General befahl dem Bischof, Nizza zu verlassen, weil sein Leben in Gefahr sei. Valperga gehorchte gegen seinen Willen, machte sich am 30. September 1792 auf und entging nur knapp der Erhängung durch Soldaten.

### Amtsverzicht in Turin und Tod
Valperga ging zu seiner Familie nach Turin. Dort betrachtete er sich nicht als emigriert, sondern als ausgewiesen und deshalb als immer noch im Amt befindlich. In Nizza war der Generalvikar sein Ausführungsorgan. Er selbst war jederzeit bereit zurückzukehren, doch schlugen die von der Stadt Nizza unternommenen zahlreichen Versuche, die Rückkehrerlaubnis einzuholen, in den Wirren der Zeit fehl. Die Folge war immerhin, dass es in Nizza keinen Nachfolger gab und es nie zu einem Eid auf die Zivilverfassung des Klerus mit den daraus folgenden schismatischen Verhältnissen kam. Am 13. Oktober 1801 folgte Valperga der dem Konkordat von 1801 entsprechenden Aufforderung des Papstes zum Amtsverzicht und machte so den Platz für einen Nachfolger frei. Zwei Jahre später starb er im Alter von 63 Jahren in Turin. 

## Werke
- Carolus Eugenius Valperga a Maliono Valpergiensis ad honestam missionem in Regia Scientiarum Academia anno aerae vulgaris 1762. die 15. Julii hora 8. Matutina. Turin 1762.
- Catechismo per la diocesi de Nizza, pubblicato d’ordine di Monsignore C.E. Valperga di Maglione, Vescovo di Nizza. Nizza 1782.